# Thalassodendron
Thalassodendron, rod vodenog bilja (morskih trava) iz porodice Cymodoceaceae, dio reda žabočunolike. Postoje tri vrste koje žive uz suptropske i tropske obale Starog svijeta (Crveno more, istočna obala Afrike) i zapadnog Pacifika i Australije

## Vrste
1. Thalassodendron ciliatum (Forssk.) Hartog
2. Thalassodendron leptocaule Maria C.Duarte, Bandeira & Romeiras
3. Thalassodendron pachyrhizum Hartog